# Johann Heinrich Mundt
Johann Heinrich Mundt (* 15. November 1632 in Köln; † 18. März 1691 in Prag) war ein tschechischer Orgelbauer deutscher Herkunft.

## Leben und Werk

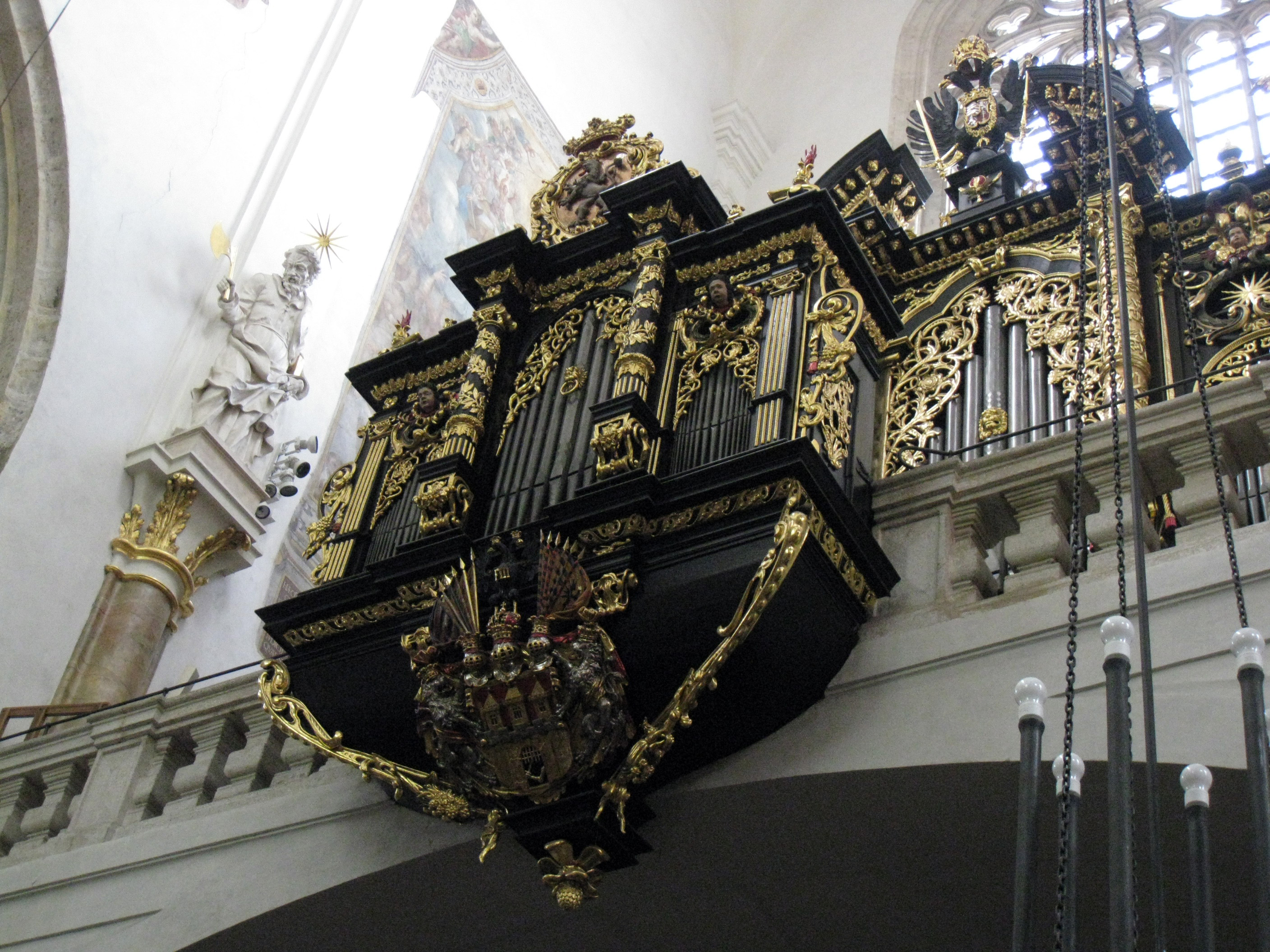
Detailansicht von Mundts Orgel in der Prager Teynkirche

Mundt kam vor 1668 nach Prag, um das Orgelbauhandwerk bei Hieronymus Artmann zu erlernen. Die Reparatur der Orgel der Thomaskirche auf der Prager Kleinseite im Jahr 1668 in Zusammenarbeit mit Matthäus Köhler (auch Matthäus Kehler) aus Zwittau war seine erste nachweisbare Arbeit. Sein erster Orgelneubau entstand zeitgleich 1668–1670 in der Zisterzienser-Klosterkirche Osek. 
Von dort aus bewarb er sich für das Projekt des Orgelneubaus der Prager Teynkirche (2 Manuale, 29 Register). 1670 erhielt er den Zuschlag und erbaute die Orgel bis 1673. Dieses größte von Mundt gebaute und heute noch erhaltene Instrument verhalf ihm schon während der Bauphase zu Bekanntheit und Ruhm. Darüber hinaus erhielt er in diesem Zusammenhang das Prager Bürgerrecht. Bei der Abnahme der Orgel am 28. April 1673 kam es jedoch zu Beanstandungen durch eine offenbar „konservative Prüfungskommission“. Deswegen und aufgrund eines Brandes in der Kirche im Jahr 1672 nahm Mundt vor allen Dingen in klanglicher Sicht Nachbesserungen an der Orgel vor. 
Zu weiteren Orgelbauten Mundts gehören die Instrumente der Zisterzienserkirche von Hohenfurth (2 Manuale, 27 Register) 1679 und der Kirche St. Nikolaus in der Prager Altstadt (2 Manuale, 16 Register).
Im Schaffen von Johann Heinrich Mundt vereinen sich böhmische mit italienischen Elementen der Orgelbaukunst. Mundt zählt zu den markantesten Orgelbaumeistern des 17. Jahrhunderts in Böhmen. Seine Orgelbauten stellen ein Bindeglied zwischen den Orgelstilen des 15. und 16. und des 18. Jahrhunderts, also der klassischen Barockorgel dar. Die dominierenden Klanggruppen seiner Orgeln sind einerseits die Prinzipal- und andererseits die Flötenstimmen. Im Werkaufbau der Orgeln sind oft Zimbelsterne integriert. Das Pedal ist in Mundts Orgeln meist als eigene Klanggruppe angelegt. In der Prospektgestaltung bevorzugte Mundt eine flächige Anordnung der Pfeifen und Ornamente.

## Trivia
Der Lyriker Matthias Buth stellte im Rahmen eines deutsch-tschechischen Poesiedialoges den Orgelbaumeister Johann Heinrich Mundt als Kölsche Jung in der Fremde dar, der seiner Prager Orgel den Stempel seiner Heimatstadt Köln aufprägte.